# Мајкл Берн
Мајкл Берн (енгл. Michael Byrne) је британски глумац, рођен 7. новембра 1943. године у Лондону (Енглеска).

## Каријера
Мајкл Берн је у својој каријери често играо улоге нацистичких војника као што су пуковник Фогл у филму Индијана Џоунс и последњи крсташки поход, мајор Шредер у Снага 10 са Наварона, Рејнхарда Бека у Гримизан и црн и Одила Глобочника у бибисијевој драматизацији новеле Очевина. Што се тиче осталих улога играо је мању улогу у Гибсоновом филму Храбро срце. Такође је играо заједно са Ијаном Макеленом у филму Успјешан ученик.

## Изабрана филмографија
| Улоге Мајкл Берн |                                          |               |                              |          |
| Година           | Српски назив                             | Изворни назив | Улога                        | Напомена |
| 2015.            | Мордекај                                 |               | Дјук                         |          |
| 2012.            | Квартет                                  |               | Френк Вајт                   |          |
| 2010.            | Хари Потер и реликвије Смрти 1           |               | Гелерт Гриндевалд у старости |          |
| 2009.            | Последњи вампир                          |               | Елдер                        |          |
| 2002.            | Сви наши страхови                        |               | Анатолиј Грушков             |          |
| 2002.            | Банде Њујорка                            |               | Хорас Грили                  |          |
| 1998.            | Савршени ученик                          |               | Бен Крејмер                  |          |
| 1997.            | Сутра не умире никад                     |               | адмирал Кели                 |          |
| 1997.            | Светац                                   |               | Верешагин                    |          |
| 1995.            | Храбро срце                              |               | енглески војник Смајт        |          |
| 1989.            | Индијана Џоунс и последњи крсташки поход |               | пуковник Фогел               |          |
| 1985.            | Добар отац                               |               |                              |          |
| 1978.            | Снага 10 са Наварона                     |               | мајор Шредер                 |          |
| 1978.            | Додир медузе                             |               | Даф                          |          |
| 1977.            | Недостижни мост                          |               | пуковник Џајлс Ванделур      |          |
| 1976.            | Орао је слетео                           |               | Карл                         |          |